# ほねほねザウルス
ほねほねザウルスとは、カバヤの販売している食玩の名称である。20年以上にわたってシリーズ化されており、公式サイトも開設されている。

## 概要
2002年7月頃にカバヤが発売を始めたプラスチックで構成された恐竜をモチーフとした食玩のシリーズ。ジョイントが共通で、様々に組み合わせ、オリジナルのモデルを作れるのが特徴となっている。また、蓄光材により、暗い所で発光することも売りの一つである。一つのシリーズごとに8種類のキャラクターが販売されるため、同一のモチーフが出ることも多いが、造形は全て新規におこされている。
第2弾からはボーナスパーツと称される、本体とは違う色のパーツが付属するようになった。これは全種類に別の形のものが付属しており、全種についているボーナスパーツを組み合わせることで、ひみつのほねほねザウルスが完成する。「ひみつ」という名の通り、パッケージを見ても何が完成するか分からない。しかし、組み合わせ方法は全種共通で説明書が入っているうえ、パッケージの絵柄にシルエットが描かれている場合も多い。
2007年2月より復刻版が発売されるようになった。これは過去のほねほねザウルスを2シリーズ組み合わせて、2種類ずつ販売する商品で、シールや読み物が付属しており、価格が倍になっている。
また、ほねほねザウルスDX等の高額商品も発売されており、プラキット以外にも、チョコバーやウエハース（蓄光シール付）など新たな商品展開も進んできている。

## 商品リスト
ほねほねザウルスの商品について発売順に記す。
- 価格は税抜。
- 商品は「本弾」「中型商品」「大型商品」「復刻版」「その他」で分別する。
- 脚注がない場合、商品に表記がなくても弾数は「ほねほねザウルス 第○弾」と表記する。

### 本弾
ほねほねザウルス 第1弾（各150円/2002年3月発売）
1.ティラノサウルス
2.トリケラトプス
3.ブラキオサウルス
4.プテラノドン
5.げんしじん
6.ステゴサウルス
7.ディメトロドン
8.イクチオサウルス
ほねほねザウルス 第2弾（各150円/2003年5月発売）
1.マンモス
2.サーベルタイガー
3.ガイコツせんし
4.しそちょう
5.スティラコサウルス
6.アンキロサウルス
7.ディノニクス
8.ティラノサウルス
- この弾から、ひみつのほねほねザウルスが登場。ひみつのほねほねザウルスはほねほねドラゴン（赤）。
- この弾の中ではこれのみ、正式名称が「ほねほねザウルス2」となっている。

ほねほねザウルス 第3弾（各150円/2004年5月発売）
1.ほねほねライオン
2.パキケファロサウルス
3.ケツァルコアトルス
4.ほねほねナイト
5.プレシオサウルス
6.ほねほねバッファロー
7.メガネウラ
8.ティラノサウルス・ベビー
- ひみつのほねほねザウルスはほねほねドラゴンデラックス（緑）。
- この弾から、「ほねほね○○」の名前が用いられるようになった。
- この弾から、付属の菓子がラムネからガムへ変わった。
- この弾のみ、ボーナスパーツと組み合わせて完成することが前提の物もあるが、取り除いた時の合体方法も記載されている。

ほねほねザウルス 第4弾（各150円/2005年5月発売）
1.ティラノサウルス
2.トリケラトプス
3.スピノサウルス
4.マンモス
5.ほねほねサムライ
6.プテラノドン
7.セイスモサウルス
8.ほねほねシャーク
- ひみつのほねほねザウルスはほねほね大将軍（橙）。
- この弾から、軟質のゴムパーツが使用されるようになった。

ほねほねザウルス 第5弾（各150円/2005年9月発売）
1.デイノニクス
2.ほねほねイーグル
3.ステゴサウルス
4.ほねほねスコーピオン
5.ほねほねパイレーツ
6.ほねほねウルフ
7.モササウルス
8.ティラノサウルス・キング
- ひみつのほねほねザウルスはほねほね大魔神（黄）。

ほねほねザウルス 第6弾（各150円/2006年3月発売）
1.ギガノトサウルス
2.スティラコサウルス
3.パラサウロロフス
4.シーラカンス
5.テリジノサウルス
6.ランフォリンクス
7.サーベルタイガー
8.ほねほねニンジャ
- 合体モデル(ひみつのほねほねザウルス)はBIGティラノサウルス（緑）。
- 上記のモデルはパッケージイラストで前面に押し出されており、隠されていない（復刻版ではひみつのほねほねザウルス扱い）。

ほねほねザウルス 第7弾（各150円/2006年8月発売）
1.T-REX
2.アマルガサウルス
3.ほねほねゴリラ
4.サイカニア
5.プレシオサウルス
6.ほねほねナイト
7.ほねほねライオン
8.ディアトリマ
- ひみつのほねほねザウルスはスーパーサウルス（青）。

ほねほねザウルス 第8弾（各150円/2007年5月発売）
1.ティラノサウルス・ベビー
2.トリケラトプス
3.ケントロサウルス
4.アクロカントサウルス
5.アロサウルス
6.エラスモテリウム
7.始祖鳥
8.ほねほねデビル
- ひみつのほねほねザウルスはスーパーほねほねドラゴン（橙）。

ほねほねザウルス 第9弾（各150円/2007年10月発売）
1.ケラトサウルス
2.エイニオサウルス
3.ディプロドクス
4.ほねほねベアー
5.バリオニクス
6.サウロペルタ
7.イグアノドン
8.ほねほねウィザード
- ひみつのほねほねザウルスはほねほねアシュラ（紫）。

ほねほねザウルス 第10弾（各150円/2008年4月発売）
1.カルカロドントサウルス
2.トロサウルス
3.トウジャンゴサウルス
4.ほねほねクロコダイル
5.カルノタウルス
6.ほねほねオオツノジカ
7.アルシノイテリウム
8.ほねほね剣士
- ひみつのほねほねザウルスはほねほねフェニックス（赤）。

ほねほねザウルス 第11弾（各150円/2008年10月発売）
1.タルボサウルス
2.セントロサウルス
3.エラスモサウルス
4.マイアサウラ
5.ほねほねタイガー
6.ディロフォサウルス
7.ミクロラプトル
8.ほねほねアーチャー
- ひみつのほねほねザウルスはほねほねキメラ（橙）。

ほねほねザウルス 第12弾（各150円/2009年4月発売）
1.ゴルゴサウルス
2.ペンタケラトプス
3.エドモントニア
4.カマラサウルス
5.ユタラプトル
6.スティギモロク
7.ランベオサウルス
8.ほねほねウォーリアー
- ひみつのほねほねザウルスはほねほねリヴァイアサン（青緑）。

ほねほねザウルス 第13弾（各150円/2009年10月発売）
1.マジュンガサウルス
2.パキリノサウルス
3.タペジャラ
4.ほねほねオオウミガメ
5.スコミムス
6.ほねほねバイソン
7.マメンチサウルス
8.ほねほねシャーマン
- ひみつのほねほねザウルスはほねほねベヒモス（赤紫）。

ほねほねザウルス 第14弾（各150円/2010年3月発売）
1.ダスプレトサウルス
2.プロトケラトプス
3.ほねほねジャガー
4.エウオプロケファルス
5.ヴェロキラプトル
6.ほねほねオオカマキリ
7.デイノテリウム
8.ほねほねファラオ
- ひみつのほねほねザウルスはほねほねスフィンクス（黄）。

ほねほねザウルス 第15弾（各150円/2010年10月発売）
1.マプサウルス
2.カスモサウルス
3.フタバサウルス
4.エダフォサウルス
5.ディロング
6.ブロントテリウム
7.ハンマーヘッドシャーク
8.ほねほねバイキング
- ひみつのほねほねザウルスはほねほねクラーケン（水色）。

ほねほねザウルス 第16弾（各150円/2011年2月発売）
1.メガロサウルス
2.シバテリウム
3.アンハングエラ
4.ティタノサウルス
5.クリオロフォサウルス
6.チンタオサウルス
7.ディプロカウルス
8.ほねほねパラディン
- ひみつのほねほねザウルスはほねほねケルベロス（濃橙&銀）。
- 4弾以降長らく使用されてきた軟質ゴムパーツが廃止され、スペシャルパーツが二色となった（完成するモデルは一種）。

ほねほねザウルス 第17弾（各150円/2011年7月発売）
1.メガラプトル
2.アケロウサウルス
3.ロンギスクアマ
4.ティロサウルス
5.フォルスラコス
6.グリプトドン
7.ニジェールサウルス
8.ほねほねハンター
- ひみつのほねほねザウルスはほねほねワイバーン（深緑&銀、再販版はクリア赤&メタリック青）。
- 2020年に正式名称に「ほねほねワイバーン猛襲!編」を追加して再販された。

ほねほねザウルス 第18弾（各150円/2011年12月発売）
1.アルバートサウルス
2.レクソヴィサウルス
3.ズンガリプテルス
4.バロサウルス
5.ホマロケファレ
6.エステメノスクス
7.コリトサウルス
8.ほねほねレギオン
- ひみつのほねほねザウルスはほねほねミノタウロス（濃赤&金）。
- この弾では、パッケージで秘密のほねほねザウルスについて触れられていない（シルエットのみ）。

ほねほねザウルス 第19弾（各150円/2012年6月発売）
1.アベリサウルス
2.ガストニア
3.エンボロテリウム
4.ほねほねコンドル
5.イリテーター
6.プシッタコサウルス
7.ほねほねクラブ
8.ほねほねチャンピオン
- ひみつのほねほねザウルスはほねほねヒドラ（濃青&橙）。さらに10本の首の内の4本を脚にした四足形態のシークレットモードにも変形できる。
- 2019年7月に正式名称に「ほねほねヒドラ襲来!編」を追加して再販された。

ほねほねザウルス 第20弾（各150円/2012年11月発売）
1.サウロファガナクス
2.アルバータケラトプス
3.サルタサウルス
4.エウクラドケロス
5.マシアカサウルス
6.ほねほねチーター
7.オロロティタン
8.ほねほねキング
- ひみつのほねほねザウルスはほねほねグリフォン（金&銀）。
- この弾も、パッケージで秘密のほねほねザウルスについて触れられていない（シルエットのみ）。

ほねほねザウルス 第21弾（各150円/2013年4月発売）
1.アフロヴェナトル
2.ウエロサウルス
3.ニクトサウルス
4.シネミス・ガメラ
5.アラシャサウルス
6.アンドリューサルクス
7.プラティベロドン
8.ほねほねメイジ
- ひみつのほねほねザウルスはほねほねイフリート（クリア赤&橙）。

ほねほねザウルス　第22弾(各150円/2013年9月発売)
1.トルヴォサウルス
2.アンキケラトプス
3.メガテリウム
4.チュアンジエサウルス
5.ドロマエオサウルス
6.タラルルス
7.ほねほねダイオウイカ
8.ほねほねプリンス
- ひみつのほねほねザウルスはほねほねバシリスク（紫&金）。
- この弾で、ひみつのほねほねザウルスには史上初めて子供がつくことになった。

ほねほねザウルス　第23弾(各150円/2014年2月発売)
1.ドラコレックス
2.ほねほねオーロックス
3.プテロダクティルス
4.デイノスクス
5.エオティラヌス
6.ミラガイア
7.カンプトサウルス
8.ほねほね騎兵
- ひみつのほねほねザウルスはほねほねスレイプニル（真紅&銀）。

ほねほねザウルス　第24弾(各150円/2014年10月発売)
1.タラスコサウルス
2.アナンクス
3.エウロパサウルス
4.シファクティヌス
5.コンカベナトル
6.オウラノサウルス
7.マカイロドゥス
8.ほねほねバーバリアン
- ひみつのほねほねザウルスはほねほねオーディン（金&藍）。
- 23弾のほねほねスレイプニルに搭乗可能、史上初の弾を超えたひみつのほねほねザウルス同士の連動が実現することとなる。
- コンプリートセット(1000円/2015年12月発売)も発売した。

メカメカザウルス(各150円/2014年10月発売)
1.メカタラスコサウルス
2.メカアナンクス
3.メカエウロパサウルス
4.メカシファクティヌス
5.メカコンカベナトル
6.メカオウラノサウルス
7.メカマカイロドゥス
8.メカメカバーバリアン
- ひみつのメカメカザウルスは「メカメカオーディン」(メタリック青＋クリアピンク)

ほねほねザウルス　第25弾（各150円/2015年2月発売）
1.ラジャサウルス
2.コスモケラトプス
3.メイオラニア
4.パラケラテリウム
5.セグノサウルス
6.エオティタノスクス
7.ほねほねキングコブラ
8.ほねほねマハラジャ
- ひみつのほねほねザウルスはほねほねガルーダ(ライトグリーン&山吹色&クリア赤)。
- スペシャルパーツが三色となった（完成するモデルは一種）。

メカメカザウルス　第2弾(各150円/2015年4月発売)
1.メカラジャサウルス
2.メカコスモケラトプス
3.メカメイオラニア
4.メカパラケラテリウム
5.メカセグノサウルス
6.メカエオティタノスクス
7.メカメカキングコブラ
8.メカメカマハラジャ
- ひみつのメカメカザウルスは「メカメカナーガ」（蛍光メタリック緑＋クリアピンク）
- メカメカナーガは人型にも変形できる。
- コンプリートセット(1000円/2015年12月発売)も発売した。

ほねほねザウルスパズドラ（各180円/2015年4月発売）
1.蒼天龍・ニライカナイ
2.ホルス
3.キングメタルドラゴン
4.たまドラ
5.ドラゴンナイト
- ひみつのほねほねザウルスはカオスデビルドラゴン(ダークメタルパープル（パッケージでは紫色）)
- パズドラとのコラボ弾。

ほねほねザウルス　第26弾（各180円/2015年9月発売）
1.アウストラロヴェナトル（目の色：メタリックレッド）
2.メトリディオコエルス（目の色：メタリックオレンジ）
3.アグスティニア（目の色：メタリックグリーン）
4.ティタニス（目の色：メタリックブルー）
5.アンガトラマ（目の色：メタリックオレンジ）
6.ムッタブラサウルス（目の色：メタリックグリーン）
7.ティロサウルス（目の色：メタリックブルー）
8.ほねほねクルセイダー（目の色：メタリックレッド）
- ひみつのほねほねザウルスはほねほねマンティコア（クリア菫色&クリア赤&金で、スペシャルパーツは蓄光素材は不使用）。コウモリ、ライオン、サソリ型の3体のモデルに分離も可能。
- この弾のみ、目の色が黒からメタリックレッドやメタリックブルーなどの色に変更になっている。
- 7.ティロサウルスはデザインがプリオサウルス類に酷似している。

メカメカザウルス　第3弾（各150円/2015年9月発売）
1.メカティラノサウルス
2.メカトリケラトプス
3.メカステゴサウルス
4.メカプテラノドン
5.メカデイノニクス
6.メカパキケファロサウルス
7.メカディプロドクス
8.メカメカニンジャ
- ひみつのメカメカザウルスは「メカメカドラゴン」（蛍光メタリックオレンジ＋クリア赤）

NEWほねほねザウルス　第27弾（各200円/2016年1月発売）
1.ティラノサウルス
2.トリケラトプス
3.デイノニクス
4.アマルガサウルス
5.メテオカルノタウルス
6.メテオプテラノドン
7.メテオスピノサウルス
8.メテオウォーリアー
- この弾ではクリア赤で生成された「メテオザウルス」が登場。また、スペシャルパーツに初めてメッキパーツが採用された。
- ひみつのほねほねザウルスはアルティメットゴールデンドラゴン（ライトグリーン&紺色&メッキ金）。
- パッケージ内側には漫画も印刷される（全3種類）。

ほねほねザウルス　第28弾（各200円/2016年6月発売）
1.T-REX
2.スティラコサウルス
3.ステゴサウルス
4.プテラノドン
5.モササウルス(クリア青)
6.ダンクルオステウス&メンダコ(クリア青)
7.ダイオウグソクムシ(クリア青)
8.ほねほねパイレーツ(クリア青)
- この弾ではクリア青で生成されたモデルが登場。
- ひみつのほねほねザウルスはキングクラーケン（赤&橙&メッキ銀）で、ドラゴン型のツインヘッドシルバードラゴンにも変形可能。

ほねほねザウルス　第29弾（各200円/2016年12月発売）
1.タルボサウルス
2.パラサウロロフス
3.ブラキオサウルス
4.ほねほねナイト
5.ダークスピノサウルス
6.ダークサウロペルタ
7.ダークネオヴェナトル
8.ダークほねほねサムライ
- この弾ではダークほねほねザウルスが再び登場。
- ひみつのほねほねザウルスはスーパースペースドラゴン（橙＋クリア緑＋メッキ赤）で、龍型から円盤宇宙船型に変形可能。

ほねほねザウルス　第30弾（各200円/2017年6月発売）
1.ティラノサウルス(＆ピカイア)
2.スティラコサウルス(＆三葉虫)
3.ステゴサウルス(＆アンモナイト)
4.アマルガサウルス(＆ハルキゲニア)
5.スピノサウルス(＆チョッカクガイ)
6.アンキロサウルス(＆マルレラ)
7.ケラトサウルス(＆アノマロカリス)
8.クリオロフォサウルス(＆オパビニア)
- ほねほねザウルス15周年記念モデル。
- 8種16体すべてを合体させると、巨大な人型モデルギガントほねほねパラディン(白＆赤＆青＆メッキ金)が完成する。

ほねほねザウルス　第31弾（各200円/2017年12月発売）
1.ダークティラノサウルス(＆オオムカデ)
2.ダークテリジノサウルス(＆オオカマキリ)
3.ダークケツァルコアトルス(＆オオカブト)
4.ダークデイノニクス(＆タランチュラ)
5.ダークカルノタウルス(＆オオコウモリ)
6.ダークサイカニア(＆スコーピオン)
7.ダークアンハングエラ(＆ノコギリクワガタ)
8.ダークディロフォサウルス(＆オニヒトデ)
- ほねほねザウルス15周年記念モデル。
- 8種16体すべてを合体させると、巨大なドラゴン型モデルギガントほねほねダークドラゴン(白＆赤＆濃紺＆メッキ金)が完成する。

ほねほねザウルス　第32弾　大激突！ドリームほねほねザウルス編（各200円/2018年6月発売）
1.ドラコティラヌス
2.ミサイルザウルス
3.ニンジャザウルス
4.ほねほねオノブロス
5.スターザウルス
6.ティラノプテラノドン
7.クロスラプトル
8.カミナリザウルス
- デザインコンテストのグランプリ受賞作品を商品化。
- 生成色は通常の白に加え金色と赤と青の4色。
- ひみつのほねほねザウルスはほねほねエレメンタルドラゴン（クリア赤&クリア青&クリア黄色）。

ほねほねザウルス　第33弾～武装合体！伝説の闘神編～（各200円/2018年12月発売）
ほねほねザウルス#復刻版の項を参照。
ほねほねザウルス　第34弾〜ダブルほねほね合体！編〜（各200円/2019年7月発売）
1.ティラノサウルス
2.ケツァルコアトルス
3.ほねほねブレイブ
4.ほねほねライガー
5.スティラコサウルス
6.ガストニア
7.ほねほねパイレーツ
8.プレシオサウルス
- 生成色は通常の白に加え金色と赤と青の4色。
- この弾ではモデルを2種ずつ合体させることができ、以下のような組み合わせが可能。

1.ティラノサウルス＋2.ケツァルコアトルス→ほねほねドラゴン
3.ほねほねブレイブ＋4.ほねほねライガー→ほねほねヘラクレス
5.スティラコサウルス＋6.ガストニア→ほねほねバーサーカー
7.ほねほねパイレーツ＋8.プレシオサウルス→ほねほねキャプテン（アタックモードと船型のガレオンモードに変形可能）
- ひみつのほねほねザウルスは21弾と同じくほねほねイフリート（クリア黄緑&紫）。

ほねほねザウルス　第35弾～超龍装！龍帝降臨編～（各200円/2020年3月発売）
ほねほねザウルス#復刻版の項を参照。
ほねほねザウルス　第36弾〜超合体！双龍激突！編〜（各200円/2020年秋発売）
1.メガラプトル
2.プテラノドン
3.スピノサウルス
4.ほねほねドラグーン
5.デイノケイルス
6.モササウルス
7.アマルガサウルス
8.ほねほねコング
- 生成色は通常の白に加え黄色と赤と濃紺の4色。
- この弾ではモデルを4種ずつ合体させることができ、以下のような組み合わせが可能。

1.メガラプトル＋2.プテラノドン＋3.スピノサウルス＋4.ほねほねドラグーン→メガプテラドラゴン
5.デイノケイルス＋6.モササウルス＋7.アマルガサウルス＋8.ほねほねコング→デイノモサドラゴン
- ひみつのほねほねザウルスは23弾と同じくほねほねスレイプニル（金&銀）。

ほねほねザウルス　第37弾～超変身！剣竜王爆誕編～（各200円/2021年4月、2022年1月発売）
ほねほねザウルス#復刻版の項を参照。
ほねほねザウルス　第38弾～超武装！機甲竜猛襲編～（各200円/2021年11月発売）
ほねほねザウルス#復刻版の項を参照。
ほねほねザウルス　第39弾～超合体！炎雷龍飛翔編～（各200円/2022年2月発売）
ほねほねザウルス#復刻版の項を参照。
ほねほねザウルス　第40弾～ドリームほねほねザウルス再び！ 光の軍団編～（各250円/2022年9月発売）
1.ビートルレックス
2.ソードラプトル
3.サニーザウルス
4.アイスティラノサウルス
- デザインコンテストのグランプリ受賞作品を商品化。
- ひみつのほねほねザウルスはほねほねゴッドドラゴン（クリア赤&メタリック青）。

ほねほねザウルス　第41弾～ドリームほねほねザウルス再び！ 闇の軍団編～（各250円/2022年12月発売）
1.カザンザウルス
2.パイレーツケラトプス
3.クレセントティタン
4.ダークコブラナイト
- デザインコンテストのグランプリ受賞作品を商品化。
- ひみつのほねほねザウルスはほねほねゴッドソードマン（クリア赤&メタリック銀）。
- 第40弾のほねほねゴッドドラゴンとの合体でほねほねゴッドソードドラゴンが完成する。

ほねほねザウルス　第42弾～甲虫王激突！　真紅の兜竜王編～（各250円/2023年3月発売）
1.メガロサウルス
2.ディアブロケラトプス
3.アンハングエラ
4.ティラノサウルス・ウォーリアー
- ひみつのほねほねザウルスはほねほねビートルドラゴン（赤&クリア黄）で、パーツ差し替えでカブトムシ型からドラゴン型に変形可能。
- 第41弾のほねほねゴッドソードとの合体でスーパーほねほねゴッドソードが完成する。

ほねほねザウルス　第43弾～甲虫王激突！　紺碧の双剣王編～（各250円/2023年7月発売）
1.ギガノトサウルス
2.テリジノサウルス
3.チベットケサイ
4.ほねほねレンジャー
- ひみつのほねほねザウルスはほねほねスタッグウォーリアー（紺&クリア黄）で、パーツ差し替えでクワガタムシ型から人型に変形可能。
- 第42弾のほねほねビートルドラゴンとの合体でほねほねビートルエンペラーが完成する。
- さらに第44弾のひみつのほねほねザウルスとも合体可能。

ほねほねザウルス　第44弾　タイプA～猛襲!迅雷の狩猟竜編～・タイプB～猛攻!奮迅の獅子王編～（各250円/2023年12月発売）
ほねほねザウルス#復刻版の項を参照。
ほねほねザウルス　第45弾～炎×水！　究極ほねほねアシュラ編～
ほねほねザウルス#復刻版の項を参照。
ほねほねザウルス　第46弾～驚天動地！変身！ほねほねアースドラゴン編～（各オープン/2025年3月発売）
1.マイプ・マクロソラックス
2.ズール・クルリヴァスタトル
3.ゴルゴサウルス
4.ほねほねエンジェル
5.T-REX
6.スティラコサウルス
7.ステゴサウルス
8.プテラノドン
- 5.～8.は第28弾、スペシャルパーツは第27弾の金型をそれぞれ使用。
- ひみつのほねほねザウルスはほねほねアースドラゴン（赤&金&クリア黄）で、パーツ差し替えで人型のほねほね魔神タイタンに変形可能

### 中型商品
価格帯が300～400円のもの。数ヶ月に一回発売され通常モデルより大きいか、二つセットになっている場合が多い。
ほねほねザウルスDX（各500円/2007年12月発売）
1.ティラノサウルスDX
2.トリケラトプスDX
3.ステゴサウルスDX
- プルバックで走行する。
- 成形色は本弾と同じ。3つを組み合わせることでほねほね大魔神DXが完成する。

アクションほねほねザウルス（各300円/2009年8月発売）
1.アクションティラノサウルスDX
2.アクショントリケラトプスDX
3.アクションステゴサウルスDX
- ゼンマイギミック付きで歩行する。
- 成形色は本弾と同じながら、ボーナスパーツが附属。3つを組み合わせることでほねほねライダーが完成する。

ゴーゴー!ほねほねザウルス（各300円/2010年4月発売）
1.ステゴサウルス＆ショベルカー
2.スピノサウルス＆ノコギリカー
3.ティラノサウルス＆ドーザーカー
4.アパトサウルス＆リフトカー
5.トリケラトプス＆ミサイルカー
6.アンキロサウルス＆ドリルカー
- 乗り物のモデルとほねほねザウルスのセット。乗り物のモデルはスペシャルパーツに相当するものとなっている。
- 全種を合体させると、恐竜型のモデルほねほねダイノビークルが完成する。

メガほねほねザウルス(第1弾)（各300円/2010年9月発売）
1.メガティラノサウルス
2.メガトリケラトプス
3.メガスピノサウルス
4.メガプテラノドン
5.メガマンモス
6.メガデイノニクス
- メガの名の通り、通常の約三倍（ランナー三つ）と二色のボーナスパーツのセット。
- パーツ数の関係上、過去のモデルよりも可動範囲が大幅に広くなっている。
- スペシャルパーツを組み合わせると、メガほねほねドラゴン（緑＆金）が完成する。

ほねほねザウルスVS（各300円/2011年1月発売）
1.ヨロイティラノサウルス/ダークサーベルタイガー
2.ヨロイトリケラトプス/ダークほねほねウォーリアー
3.ほねほねナイト/ダークプテラノドン
4.ヨロイアンキロサウルス/ダークT-REX
5.ヨロイスピノサウルス/ダークほねほねニンジャ
6.ほねほねサムライ/ダークスティラコサウルス
- VSの読み方はバーサス。
- 蓄光の鎧をつけた恐竜形モデルと、紺色で生成された「ダークほねほねザウルス」のセット。
- ダークほねほねザウルスは蓄光パーツを挟むように組み立てるため通常モデルと光る箇所が逆転している。
- スペシャルパーツを組み合わせると、ほねほねエンジェル（通常側）（黄）とほねほねデーモン（ダーク側）（濃紫）が完成する。
- 2つのひみつのほねほねザウルスを組み合わせるとほねほねルシファーが完成する。

ゴーゴーほねほねザウルス（第2弾）(各300円/2011年4月発売)
1.オルニトミムス&ヘッドカー
2.ほねほねファルコン&クローカー
3サウロロフス&.プロペラカー
4.プテロダクティルス&ディスクシュートカー
5.セントロサウルス&ウィングカー
6.アロサウルス&テールカー
- 上記のゴーゴーの第2弾。
- 全種を合体させると、飛行機型のモデルほねほねドラゴンウィングが完成する。

騎士ほねほねザウルス(各300円2011年10月発売)
1.ティラノサウルス&ワイバーンアーマー　
2.トリケラトプス&ユニコーンアーマー
3.ディプロドクス&エレファントアーマー
4.スピノサウルス&シャークアーマー
5.ランフォリンクス&イーグルアーマー
6.パラサウロロフス&ライオンアーマー
- 通常モデルと鎧パーツ(ボーナスパーツ)で構成されたミニモデルのセット。
- 鎧パーツは分解して、同梱の通常モデルに鎧として装備されることが出来る。
- 鎧パーツを組み合わせると、グランドほねほねナイトアーマー（金＆銀＆青）が完成する。

ほねほねザウルスVS（第2弾）（各300円/2012年1月発売）
1.ヨロイギガノトサウルス&ダークディメトロドン
2.ヨロイほねほねタイガー&ダークほねほねナイト
3.ほねほねプリースト&ダークユタラプトル
4.ヨロイイグアノドン&ダークほねほねライオン
5.ヨロイプレシオサウルス&ダークほねほねパイレーツ
6.ヨロイほねほねゴリラ＆ダークカルノタウルス
- 上記のVSの第2弾。
- スペシャルパーツを組み合わせると、アイスほねほねドラゴン（通常側）（青）とファイアーほねほねドラゴン（ダーク側）（赤）が完成する。
- 2つのひみつのほねほねザウルスを組み合わせるとファイアー＆アイスほねほねドラゴンが完成する。

メガほねほねザウルス(第2弾)（各300円/2012年4月、2020年11月、2024年11月発売）
1.メガギガノトサウルス
2.メガエラスモテリウム
3.メガタペジャラ
4.メガステゴサウルス
5.メガブラキオサウルス
6.メガパキケファロサウルス
- メガの名の通り、通常の約三倍（ランナー三つ）と二色のボーナスパーツのセット。
- パーツ数の関係上、過去のモデルよりも可動範囲が大幅に広くなっている。
- スペシャルパーツを組み合わせると、メガほねほねキメラ（橙＆銀（再販版は赤＆青、黒＆赤））が完成する。
- メガほねほねキメラは「アタックモード」に変形できる。

グレートほねほねザウルス（各300円/2012年7月、2022年9月発売）
1.グレートティラノサウルス
2.グレートプテラノドン＆グレートアマルガサウルス
3.グレートスティラコサウルス＆グレートステゴサウルス
4.グレートトリケラトプス
5.グレートマンモス＆グレートスピノサウルス
6.グレートアンキロサウルス＆グレートアクロカントサウルス
- ほねほねザウルス十周年記念モデルで、十種のモデル(2、3にはそれぞれアノマロカリス、チョッカクガイ型のミニモデルが付属するため実質十二種)がラインナップされている。
- 6種全てを組み合わせると、巨大な人型モデルグレートほねほねサウルス(白＆赤＆水色＆橙、再販版は銀色＆橙＆クリア赤＆暗灰色)　が完成する。
- 後述のほねほねザウルス大魔竜と連動し、合体することが出来る。
- 再販版には「20周年記念スペシャルカード」も付属。

武士ほねほねザウルス（各300円/2012年10月発売）
1.フクイラプトル＆クワガタ鎧
2.ティタノサウルス＆龍鎧　
3.ナウマンゾウ＆麒麟鎧
4.ミフネリュウ＆甲虫鎧
5.ニッポノサウルス＆獅子鎧
6.ほねほねニホンオオカミ＆鳳凰鎧
- 前述の騎士ほねほねザウルスと同系列の商品で、和モチーフのため日本で発掘された化石で統一されている。
- 鎧パーツを組み合わせると、ほねほね国士無双鎧（金＆銀＆赤）が完成する。
- 2018年9月11日に『戦国ほねほねザウルス』という名前で再販されている。

チェンジほねほねザウルス（各300円/2013年1月発売）
1.チェンジティラノサウルス
2.チェンジトリケラトプス
3.チェンジステゴサウルス
4.チェンジデイノニクス
5.チェンジプテラノドン
6.チェンジアンキロサウルス
- ほねほねザウルス十周年記念モデルで、通常モデルと同種族の小型モデルの二体セット。
- 通常モデルを変形、頭部に小型モデルを合体させることで人型モデルが完成する。

ダークメガほねほねザウルス（各300円/2013年4月発売）
1.ダークメガティラノサウルス
2.ダークメガトリケラトプス
3.ダークメガプテラノドン
4.ダークメガスピノサウルス
5.ダークメガアマルガサウルス
6.ダークメガデイノニクス
- メガの名の通り、通常の約三倍（ランナー三つ）と二色のボーナスパーツのセット。
- スペシャルパーツを組み合わせると、ダークほねほねドラゴン（金＆赤）が完成する。
- ダークほねほねドラゴンは人間型の「アタックモード」へも変形可能。

メガほねほねザウルス（第3弾）（各300円/2013年7月発売）
1.メガタルボサウルス
2.メガカスモサウルス
3.メガサイカニア
4.メガケラトサウルス
5.メガパラサウロロフス
6.メガモササウルス
- メガの名の通り、通常の約三倍（ランナー三つ）と二色のボーナスパーツのセット。
- スペシャルパーツを組み合わせると、メガほねほねアーマードラゴン（金＆銀）が完成する。
- メガほねほねアーマードラゴンは人間型の「アタックモード」へも変形可能。

騎士ほねほねザウルス（第2弾）（各300円/2013年10月発売）
1アロサウルス＆サーペントアーマー
2トロサウルス＆ペガサスアーマー
3エウオプロケファルス＆ベヒモスアーマー
4バリオニクス＆クラーケンアーマー
5ブラキオサウルス＆キメラアーマー
6ヴェロキラプトル＆フェニックスアーマー
- 通常モデルと鎧パーツで構成されたミニモデルのセット。
- 鎧パーツは分解して、同梱の通常モデルに鎧として装備されることが出来る。
- 鎧パーツを組み合わせると、アルティメットほねほねナイトアーマー（金＆銀＆青（再販版は青＆銀＆黄））が完成する。
- ほねほねザウルス福袋の2018年版にも同商品名での再販で収録されている。

武士ほねほねザウルス（第2弾）（各300円/2014年3月発売）
1タルボサウルス大蛇鎧
2ステゴサウルス＆九尾鎧
3ほねほねサムライ＆鬼鎧
4ドロマエオサウルス＆鎌鼬鎧
5イグアノドン＆鵺鎧
6ほねほねニンジャ＆天狗鎧
- 前述の騎士ほねほねザウルスと同系列の商品。鎧パーツは日本の妖怪を模したモチーフに統一されている。
- 鎧パーツを組み合わせると、ほねほね天下無双鎧（金＆銀＆赤）が完成する。

ダークメガほねほねザウルス（第2弾）（各300円/2014年7月、2021年3月発売）
1.ダークメガギガノトサウルス
2.ダークメガスティラコサウルス
3.ダークメガプレシオサウルス
4.ダークメガディロフォサウルス
5.ダークメガほねほねサーベルタイガー
6.ダークメガほねほねウォーリアー
- スペシャルパーツを組み合わせると、ダークメガほねほねベヒモス（緑＆赤（再販版は赤＆キャラメルブラウン））が完成する。
- ダークメガほねほねベヒモスはドラゴン型の「ドラゴンモード」へも変形可能。

メガほねほねザウルス（第4弾）（各300円/2015年1月発売）
1.メガアクロカントサウルス
2.メガアルシノイテリウム
3.メガケツァルコアトルス
4.メガドロマエオサウルス
5.メガティタノサウルス
6.メガほねほね騎士（ナイト）
- スペシャルパーツを組み合わせると、メガほねほねタイタン（濃赤＋金）が完成する。
- メガほねほねタイタンは戦士型の「ファイターモード」と2首ドラゴン型の「ドラゴンモード」へも変形可能。

ほねほねザウルス×モンスターハンター（各380円/2015年8月発売）
1.リオレウス（赤）
2.ジンオウガ（緑）
3.ティガレックス（山吹色）
4.クシャルダオラ（ダークシルバー）
- 「モンスターハンター」シリーズとのコラボ弾。
- ひみつのほねほねザウルスはキリン（蓄光白）。

レジェンドほねほねザウルス（各380円/2016年5月発売）
1.ほねほね青龍
2.ほねほね白虎
3.ほねほね玄武
4.ほねほね朱雀
- ひみつのほねほねザウルスはほねほね応竜（ラメ入りクリア黄色）。
- 全種類のモデルを合体させることもできる。

ほねほねザウルス×福井県立恐竜博物館（各380円/2016年7月発売）
1.フクイラプトル
2.フクイサウルス
3.パキケファロサウルス
4.トリケラトプス
- 福井県立恐竜博物館とのコラボ商品。骨格標本をモデルにしたデザインでリアルな化石風のカラーリング。
- 博物館監修カードとカードスタンド、公式キャラ「ジュラチック」のミニキャラも付属している。
- スペシャルパーツを組み合わせると、フクイティタン（クリア橙）が完成する。

ほねほねザウルス×モンスターハンター（第2弾）（各380円/2016年10月発売）
1.ディノバルド
2.ライゼクス
3.ガムート
4.タマミツネ
- ゲーム版『モンスターハンタークロス』に登場する4大モンスターをモデルにしている。
- スペシャルパーツとしてニャンターが各種それぞれに1体ずつ付属し、全種集めると武器合体が可能。

ほねほねザウルス×福井県立恐竜博物館（第2弾）（各380円/2017年発売）
1.フクイベナートル
2.コシサウルス
3.ケラトサウルス
4.プテラノドン
- スペシャルパーツを組み合わせるとティラノサウルス（クリア緑）が完成する。
- 福井県立恐竜博物館とのコラボ商品。骨格標本をモデルにしたデザインでリアルな化石風のカラーリング。
- 博物館監修カードとカードスタンド、公式キャラ「ジュラチック」のミニキャラも付属している。

ほねほねゲリオン　第一弾（各オープンプライス/2017年発売）
1.ほねほねゲリオン初号機
2.サキほね+シンジ
3.ほねほねゲリオン零号機
4.シャムほね+レイ
5.ほねほねゲリオン初号機（アナザーカラー）
6.サキほね+シンジ（アナザーカラー）
7.ほねほねゲリオン零号機（アナザーカラー）
8.シャムほね+レイ（アナザーカラー）
- 新世紀エヴァンゲリオンとのコラボ弾。
- スペシャルパーツを組み合わせるとほねトロン・スナイパー・ライフルとラミほね（前半4種はクリア赤、後半4種はクリア青）が完成する。
- 後半4種は前半4種のアナザーカラー版になっている。
- 特典（ロンギヌスのほね）付きのコンプリートボックスも同時発売。

ダークメガほねほねザウルス（第3弾）（各400円/2022年3月発売）
ほねほねザウルス#復刻版の項を参照。
グレートほねほねザウルス（各300円/2012年7月、2022年9月発売）
1.グレートT.REX
2.グレートケントロサウルス＆グレートパラサウロロフス
3.グレートパキケファロサウルス＆グレートデイノニクス
4.グレートケツァルコアトルス
5.グレートほねほねライオン＆グレートカルノタウルス
6.グレートエラスモサウルス＆グレートサーベルタイガー
- 10体全てを組み合わせると、巨大なドラゴン型モデルグレートほねほねドラゴンZ(黒＆赤＆金＆クリア緑)が完成する。

### 大型商品
価格帯が500円のもの。年末に発売されることが多い。
ほねほねザウルスDX（各500円/2007年12月発売）
1.ティラノサウルスDX
2.トリケラトプスDX
3.ステゴサウルスDX
- プルバックゼンマイギミック付きの大型ほねほねザウルス。
- ボーナスパーツはないが、3つを組み合わせることでほねほね大魔神DXが完成する。

ほねほねザウルス秘密基地（各500円/2008年12月発売）
1.プテラノドン秘密基地
2.ステゴサウルス秘密基地
3.トリケラトプス秘密基地
4.ティラノサウルス秘密基地
- ギミック付きの基地とほねほねザウルス（本弾）のセット。
- ボーナスパーツはないが、4つを組み合わせることでほねほねザウルス秘密基地が完成する。
- 2018年12月04日に再販されている。

ほねほねザウルス大要塞（各500円/2009年12月発売）
1.プテラノドン大要塞
2.マンモス大要塞
3.トリケラトプス大要塞
4.ティラノサウルス大要塞
- ギミック付きの基地とほねほねザウルス（本弾）のセット。
- ボーナスパーツはないが、4つを組み合わせることでほねほねザウルス大要塞が完成する。

ほねほねザウルス　ドラゴンアイランド（各500円/2010年12月発売）
1.ケントロサウルスと秘密の滝
2.サイカニアと雷雲の湖
3.ギガノトサウルスと草原の罠
4.パキケファロサウルスとサソリ砂漠
- ギミック付きの基地とほねほねザウルス（本弾）のセット。
- ボーナスパーツはないが、4つを組み合わせることでドラゴンアイランドが完成する。
- 合体状態で各モデルのギミックを展開すると、島自体が巨大なドラゴンとなる。

ギガほねほねザウルス（各500円/2011年7月発売）
1.ギガティラノサウルス
2.ギガスティラコサウルス
3.ギガケツァルコアトルス
4.ギガテリジノサウルス
- ギガの名の通り、通常の約三倍（ランナー三つ）と二色のボーナスパーツのセット。
- パーツ数の関係上、メガをはるかに超える可動範囲を誇る。
- ボーナスパーツを組み合わせると、ギガほねほねスーパーサウルス（赤＆燈）が完成し、ギガほねほねドラゴンロードにも変形可能。

ほねほねザウルス魔竜山（各500円/2011年12月発売）
1.ディプロ山&ティラノサウルス
2.ティラノ山&スピノサウルス
3.トリケラ山&ディプロドクス
4.スピノ山&トリケラトプス
- ギミック付きの基地とほねほねザウルス（本弾）のセット。
- ボーナスパーツはないが、4つを組み合わせることでほねほねザウルス魔竜山が完成する。

ほねほねザウルス大魔竜（各500円/2012年7月発売）
1.ティラノサウルス大魔竜
2.スティラコサウルス大魔竜
3.スピノサウルス大魔竜
4.ブラキオサウルス大魔竜
- ほねほねザウルス十周年記念商品で、一つ一つが巨大なほねほねザウルスとなっている。
- １から順に、ほねほね大魔竜兵、ほねほね大魔竜神官、ほねほね大魔竜剣士、ほねほね大魔竜戦士の人型モデルが付属する。
- 四つを合体させることでほねほねザウルス大魔竜とほねほねザウルストリプル大魔竜の二通りの合体モデルが完成する。
- 合体モデルは前述のグレートほねほねザウルスと連動し、前者はジョイントを使って騎乗、後者は上半身を接続することが出来る。

ギガほねほねザウルス（第2弾）（各500円/2012年12月発売）
1.ギガアクロカントサウルス
2.ギガトリケラトプス
3.ギガプテラノドン
4.ギガカルノタウルス
- ギガの名の通り、通常の約三倍（ランナー三つ）と二色のボーナスパーツのセット。
- 付属するボーナスパーツは装着できるだけではなく、それぞれ単体で四神相応型のモデルになる（1から、亀、虎、龍、鳳凰）。
- ボーナスパーツを集めると大型モデルが完成する（金＆銀）のだが、名前は明記されていない。

ダークほねほねザウルス秘密基地（各500円/2013年4月発売）
1.ダークティラノサウルス秘密基地
2.ダークトリケラトプス秘密基地
3.ダークステゴサウルス秘密基地
4.ダークカルノタウルス秘密基地
- 岩やマグマといった「地底世界」をイメージしたジオラマ。
- それぞれ単体でも「恐竜形態」へと変形が可能。
- 「ほねほねザウルス秘密基地」の「巨大な鬼の顔」型を踏襲したデザイン。また「鬼の顔」は展開して、「双竜型」変形も可能。

メガほねほねザウルス秘密要塞（各500円/2013年8月発売）
1.メガティラノサウルス秘密要塞
2.メガトリケラトプス秘密要塞
3.メガアンキロサウルス秘密要塞
4.メガケツァルコアトルス秘密要塞
- 西洋風の「お城」をイメージした、ジオラマ＋フィギュア商品。
- ジオラマは、それぞれ「ザウルス形態」へと変形が可能。
- 付属のフィギュアは、ナイトやキングなど、「お城」イメージにあわせたデザイン。
- 落とし穴やエレベーターなど、ジオラマに内蔵のギミックと組み合わせて遊ぶことが出来る。
- ジオラマの旗や、フィギュアの胸等を飾るカラフルな「シール」つき。
- 全合体で全高は約600mmの巨大なタワー型のジオラマ（スカイツリー風）が完成。

ギガほねほねザウルス（第3弾）（各500円/2013年12月発売）
1.ギガアロサウルス
2.ギガペンタケラトプス
3.ギガセイスモサウルス
4.ギガスピノサウルス
- ギガの名の通り、通常の約三倍（ランナー三つ）と三色のボーナスパーツのセット。
- 付属するボーナスパーツは、武器の形をしたモデルになっており、武装できる。
- ボーナスパーツを組み合わせるとギガほねほねクアッドドラゴン(赤＆黒＆金)が完成する。

戦国!ほねほね城（各500円/2014年4月発売）
1.ティラノサウルス城
2.トリケラトプス城
3.ステゴサウルス城
4.ヴェロキラプトル城
- 日本の「お城」をイメージした、ジオラマ＋フィギュア商品。
- ジオラマは、それぞれ「ザウルス形態」へと変形が可能。
- 付属のフィギュアは、サムライやニンジャなど、「お城」イメージにあわせたデザイン。
- 落とし穴やエレベーターなど、ジオラマに内蔵のギミックと組み合わせて遊ぶことが出来る。
- ジオラマや、フィギュアの胸等を飾るカラフルな「シール」つき。
- 全合体で全高は約320mmの和風なお城のジオラマが完成。

ギガほねほねザウルス　ギガブラックほねほねザウルス登場編（第4弾）（各500円/2014年8月発売）
1.ギガカルカロドントサウルス
2.ギガブラックほねほねライオン
3.ギガサーベルタイガー
4.ギガブラックメガラプトル
- ギガの名の通り、通常の約三倍（ランナー三つ）と二色のボーナスパーツのセット。
- 付属するボーナスパーツの1と3、2と4の2組は、組み合わせるとそれぞれ人型モデルが完成する。
- さらにこの2体を組み合わせるとギガほねほねアシュラ(赤＆水)が完成する。

竜装戦騎(ダイノナイト)ほねほねザウルス（各500円/2014年11月、2020年4月、2024年6月発売）
1.竜装戦騎(ダイノナイト)ティラノサウルス
2.竜装戦騎(ダイノナイト)ディノニクス
3.竜装戦騎(ダイノナイト)スピノサウルス
4.竜装戦騎(ダイノナイト)トリケラトプス
- 人型モデルと恐竜型の鎧モデルのセット。
- 鎧モデルは分解して、人型モデルに装着して「竜装戦騎(ダイノナイト)ほねほねザウルス」になる。
- 鎧パーツは全合体させることができる。

ほねほねザウルス ブロックス（各500円/2017年8月発売）
1.ティラノサウルス（赤）
2.トリケラトプス（青）
3.カルノタウルス（黄）
4.ステゴサウルス（緑）
- 骨型の新機軸の汎用型共通パーツを関節などに使用しており、より自由な組み替えを楽しめるようブロック的な側面を強化している。
- 大型モデルと小型モデル（橙）のセットで、人型に組み替えが可能。

ほねほねザウルス ブロックス（第2弾）（各500円/2018年7月24日発売）
1.フクイラプトル（赤）
2.プテラノドン（黄緑）
3.ティラノサウルス（紫）
4.トリケラトプス（黄）
- 前弾と同様、人型に組み替えが可能だが、小型モデル（赤＆青）は全種新造形のものに変更されている。
- 小型モデルは発射ギミック（前半2種はミサイル発射ギミック、後半2種はカタパルトギミック）を搭載、さらに全合体させることができる。

ほねほねザウルス ブロックス（第3弾）（各500円/2018年12月発売）
1.ギガノトサウルス（赤）
2.スティラコサウルス（緑）
3.カルノタウルス（青）
4.ケントロサウルス（橙）
- 前弾と同様、人型に組み替えが可能。

ほねほねザウルス ブロックス（第4弾）（各500円/2019年7月発売）
1.アクロカントサウルス（赤）
2.サーベルタイガー（橙）
3.フクイラプトル（紫）
4.テリジノサウルス（黄緑）
- 前弾と同様、人型に組み替えが可能。
- ボーナスパーツ（青＆金＆銀）は全種新造形であり、それぞれが武器を模している。

ほねほねゲリオン　第二弾EXP（各500円/2019年12月発売）
1.ほねほねゲリオン初号機
2.ほねほねゲリオン2号機
3.初号機ザウルス
4.ゼルほね＋アスカ他
5.ほねほねゲリオン初号機（アナザーカラー）
6.ほねほねゲリオン2号機（アナザーカラー）
7.初号機ザウルス（アナザーカラー）
8.ゼルほね＋アスカ他（アナザーカラー）
- 新世紀エヴァンゲリオンとのコラボ弾。
- 前弾よりボリューム、パーツ数、可動範囲が増えている。
- 後半4種は前半4種のアナザーカラー版になっている。
- 全種類を集めるとマーク6が完成する。

ほねほねザウルス ブロックス（第5弾）（各500円/2020年2月発売）
1.ヴェロキラプトル（赤）
2.スティラコサウルス（水）
3.モササウルス（青緑）
4.ティラノサウルス（橙）
- 前弾と同様、人型に組み替えが可能。
- ボーナスパーツ（蛍光黄緑）は全種新造形であり、それぞれ回転可能な車輪パーツが付いている。

ほねほねザウルス ブロックス（第6、10弾）（各500円、600円/2020年10月、2023年9月発売）
1.スピノサウルス（赤紫（10弾は黒銀））
2.プテラノドン（赤橙（10弾は金））
3.ギガノトサウルス（濃紺（10弾は銀））
4.アマルガサウルス（明るい黄（10弾は赤））
- 前弾と同様、人型に組み替えが可能。
- ボーナスパーツ（白、再販版は暗灰）は全種新造形であり、それぞれライダーと大きな武器を模している。
- 再販版となる10弾にはカードが付属している。

ほねほねザウルスビルドボードバトル（各500円/2021年7月発売）
1.ほねほねグリフォン（赤＆橙）
2.ほねほねヒドラ（黒＆蛍光黄）
3.ほねほねワイバーン（青＆薄黄）
- ゲームボード、カード、サイコロもセットになった、2人～4人で遊べる本格的ボードゲーム商品。

ほねほねザウルス ブロックス（第7弾）（各500円/2021年11月発売）
1.ティラノサウルス（赤）
2.トリケラトプス（青）
3.プテラノドン（黄）
4.モササウルス（緑）
- 新規の汎用型共通パーツに加え回転可能な車輪パーツが付いており、転がし走行が可能。
- それぞれ列車型の「ライナーモード」から「ザウルスモード」に変形可能で、さらに全種を合体させるとブロックスギガドラゴンライナーが完成する。

ほねほねザウルスビルドボードバトル（第2弾）（各500円/2022年発売）
1.ほねほねガルーダ（赤＆橙＆黄）
2.ほねほねマンティコア（青＆紫＆赤紫）
3.ほねほねバジリスク（黒＆金）
- ゲームボード、カード、サイコロもセットになった、2人～4人で遊べる本格的ボードゲーム商品。

ほねほねザウルス ブロックス（第8弾）（各500円/2022年8月発売）
1.ほねほねドラゴンセット
2.ほねほねキメラセット
3.ほねほね龍神セット
4.ほねほねタイタンセット
- ほねほねザウルス3体とミニキャラが合体して大型モデルが完成。
- それぞれ合体可能で、 1と2でほねほねキメラドラゴン、3と4でほねほね龍神タイタンがそれぞれ完成する。

ほねほねザウルス ブロックス（第9弾）～くみかえ変形！　ミニほねほねザウルス発進編！～（各600円/2023年2月発売）
1.ティラノサウルス
2.トリケラトプス
3.ケツァルコアトルス
4.エラスモサウルス
- 「ザウルスモード」「ビークルモード」「ライドモード」の3モードに組み替え変形が可能。「ライドモード」では付属の「ミニほねほねザウルス」（ほねほねザウルス#その他の項を参照）を乗せて遊ぶことができる。
- さらに全種を合体させると超弩級戦艦ギガントほねほねベースが完成する。

ほねほねザウルス ブロックス（第11弾）～X（クロス）ゴーストキング編！～（各600円/2024年4月発売）
1.侍王ティラノサウルス
2.魔王スピノサウルス
3.騎士王ステゴサウルス
4.海賊王ゴリラ
- 小型の「コアザウルス」（1と2はティラノサウルス型とプテラノドン型に、3と4はステゴサウルス型とゴリラ型に変形）と「ゴースト」のセットで、それぞれ合体させることができる。
- さらに全種を合体させるとほねほねXゴーストキングが完成する。

ほねほねザウルス リボーンズ(第1弾）（2023年8月発売）
1.ほねほねドラゴン リボーンズ（赤）＋ヨッシーα
2.ほねほねドラゴンDX リボーンズ（緑）＋ヨッシーβ
3.スーパーほねほねドラゴン　リボーンズ（橙）＋ヨッシーγ
- 過去に発売された本弾のひみつのほねほねザウルスをもとにしたシリーズ。
- SPパーツを全種類集めるとDr.ヨッシーとヨッシーメカ1号が完成。
- 1はティラノモードに、3はバーストモードにそれぞれ変形可能、さらに2は分離してフルアーマーパーツになり1と3に装着可能。

ほねほねザウルス ブロックス（第12弾）～3体合体！幻獣覚醒編～（各600円/2024年11月発売）
1.ほねほねグリフォンセット
2.ほねほねバーサーカーセット
3.ほねほねリヴァイアサンセット
4.ほねほねパラディンセット
- ほねほねザウルス3体が橙色のパーツ群と合体して大型モデルが完成。

1と4、3と2はそれぞれ合体可能で、さらに全種を合体させると超弩級巨竜ほねほねキングガイアスが完成する。

### 復刻版
過去に発売されたものの復刻版。本弾の復刻版にはシールや読み物が同梱されている。
イオングループ系列店舗限定の商品は公式サイトでは告知されない。
ほねほねザウルス 復刻版 第1弾・第2弾（各300円/2007年2月発売）
1.ティラノサウルス/しそちょう
2.げんしじん/マンモス
3.トリケラトプス/アンキロサウルス
4.ディメトロン/ガイコツせんし
5.ステゴサウルス/スティラコサウルス
6.ブラキオサウルス/サーベルタイガー
7.イクチオサウルス/ディノニクス
8.プテラノドン/ティラノサウルス
- ひみつのほねほねザウルスはほねほねドラゴン（第2弾）。

ほねほねザウルス 復刻版 第3弾・第4弾（各300円/2008年1月発売）
1.メガネウラ/ティラノサウルス
2.プレシオサウルス/トリケラトプス
3.ティラノサウルス・ベビー/スピノサウルス
4.パキケファロサウルス/マンモス
5.ケツァルコアトルス/ほねほねサムライ
6.ほねほねナイト/プテラノドン
7.ほねほねライオン/セイスモサウルス
8.ほねほねバッファロー/ほねほねシャーク
- ひみつのほねほねザウルスはほねほねドラゴンデラックス（第3弾）とほねほね大将軍（第4弾）。

ほねほねザウルス 復刻版 第5弾・第6弾（各300円/2008年7月発売）
1.デイノニクス/シーラカンス
2.ほねほねイーグル/ほねほねニンジャ
3.ステゴサウルス/テリジノサウルス
4.ほねほねスコーピオン/サーベルタイガー
5.ほねほねパイレーツ/ランフォリンクス
6.ほねほねウルフ/スティラコサウルス
7.モササウルス/ギガノトサウルス
8.ティラノサウルス・キング/パラサウロロフス
- ひみつのほねほねザウルスはほねほね大魔神（第5弾）とBIGティラノサウルス（第6弾）。

ほねほねザウルス 復刻版SP 第1弾・第2弾（各300円/2009年1月発売）
1.ティラノサウルス/しそちょう
2.げんしじん/マンモス
3.トリケラトプス/アンキロサウルス
4.ディメトロン/ガイコツせんし
5.ステゴサウルス/スティラコサウルス
6.ブラキオサウルス/サーベルタイガー
7.イクチオサウルス/ディノニクス
8.プテラノドン/ティラノサウルス
- 第1弾・第2弾の黒カラーが赤に変更されている。
- ひみつのほねほねザウルスは新造形。
- ひみつのほねほねザウルスは赤いほねほねガーディアン（第1弾分）と青いほねほねガーディアン（第2弾分）。
- 2つのひみつのほねほねザウルスを組み合わせるとほねほねヤマタノオロチが完成する。

ほねほねザウルス 復刻版 第7弾・第8弾（各300円/2009年7月発売）
1.T-REX/始祖鳥
2.アマルガサウルス/ティラノサウルス・ベビー
3.ほねほねゴリラ/トリケラトプス
4.サイカニア/アロサウルス
5.プレシオサウルス/ほねほねデビル
6.ほねほねナイト/ケントロサウルス
7.ほねほねライオン/エラスモテリウム
8.ディアトリマ/アクロカントサウルス
- ひみつのほねほねザウルスはスーパーサウルス（第7弾）とスーパーほねほねドラゴン（第8弾）。

ほねほねザウルス 復刻版SP 第3弾・第4弾（各300円/2010年2月発売）
1.ティラノサウルス/メガネウラ
2.トリケラトプス/プレシオサウルス
3.スピノサウルス/ティラノサウルス・キッド
4.マンモス/パキケファロサウルス
5.ほねほねサムライ/ケツァルコアトルス
6.プテラノドン/ほねほねナイト
7.セイスモサウルス/ほねほねライオン
8.ほねほねシャーク/ほねほねバッファロー
- 第3弾・第4弾の黒カラーが赤に変更されている。
- ひみつのほねほねザウルスは新造形。
- ティラノサウルス・ベビーは、ティラノサウルス・キッドに変更されている。
- ひみつのほねほねザウルスはほねほねシルバーホース（第3弾分）とほねほねゴールドナイト（第4弾分）。
- ほねほねゴールドナイトはほねほねシルバーホースに搭乗可能。
- 2つのひみつのほねほねザウルスを組み合わせるとほねほねケンタウロスが完成する。

ほねほねザウルス秘密基地 マグマバージョン（各500円/2010年8月発売）
1.プテラノドン秘密基地
2.ステゴサウルス秘密基地
3.トリケラトプス秘密基地
4.ティラノサウルス秘密基地
- イオングループ系列店舗限定で、前述のほねほねザウルス秘密基地のリカラー商品。
- ほねほねザウルスはボーナスパーツのような赤い生成色になっており、基地の方も火山風のカラーチェンジが行われている。

ブラックほねほねザウルス（1000円/2010年12月発売）
1.ケラトサウルス
2.エイニオサウルス
3.ディプロドクス
4.ほねほねベアー
5.バリオニクス
6.サウロペルタ
7.イグアノドン
8.ほねほねウィザード
- イオングループ系列店舗限定で、第9弾のリカラー商品。
- 基礎商品部分は黒い素材で生成されており、黒で塗装されていた部分は白に塗りなおされている。
- ひみつのほねほねザウルスはほねほねアシュラ（赤）で、第二弾のほねほねドラゴンなどのピンクがかった赤とは違い完全な赤色。
- 個別販売はしておらず、一箱で全種類が手に入る。
- 他の商品と違いガムではなく、ほねほねザウルスパッケージのジューCが封入されている（絵柄は第13弾）

ほねほねザウルスVS（各300円/2011年8月発売）
1.ヨロイティラノサウルス/ダークサーベルタイガー
2.ヨロイトリケラトプス/ダークほねほねウォーリアー
3.ほねほねナイト/ダークプテラノドン
4.ヨロイアンキロサウルス/ダークT-REX
5.ヨロイスピノサウルス/ダークほねほねニンジャ
6.ほねほねサムライ/ダークスティラコサウルス
- イオングループ系列店舗限定で、前述のほねほねザウルスVSのリカラー商品。
- 通常、ダーク共に黒パーツが赤に変更されている。
- ボーナスパーツを組み合わせると、ほねほねエンジェル（通常側）（銀）とほねほねデーモン（ダーク側）（金）が完成する。
- 2つのひみつのほねほねザウルスを組み合わせると色違いのほねほねルシファーが完成する。

ほねほねザウルスファイアールビー（1000円/2011年11月発売）
1.カルカロドントサウルス
2.トロサウルス
3.トウジャンゴサウルス
4.ほねほねクロコダイル
5.カルノタウルス
6.ほねほねオオツノジカ
7.アルシノイテリウム
8.ほねほね剣士
- イオングループ系列店舗限定で、第10弾のリカラー商品。
- 基礎商品部分は赤いクリア素材で生成されている。
- ひみつのほねほねザウルスはほねほねフェニックス（金）
- 個別販売はしておらず、一箱で全種類が手に入る。

ほねほねザウルス 第17弾（スペシャルブラックバージョン）（各700円/2011年12月発売）
1.メガラプトル
2.アケロウサウルス
3.ロンギスクアマ
4.ティロサウルス
5.フォルスラコス
6.グリプトドン
7.ニジェールサウルス
8.ほねほねハンター
- ひみつのほねほねザウルスはほねほねワイバーン（赤＆金）。
- 基礎商品部分は黒い素材で生成されており、黒で塗装されていた部分は白に塗りなおされている。
- 年末年始に発売されるほねほねザウルス福袋の、2012年版に収録されていた物。
- 年始商品ということで生産数が少なく、公式のアナウンスもなくなおかつ販売方法がブラインド式だったため手に入れるのは困難を極めた。

ギガほねほねザウルス(BLACK)(各500円/2012年4月発売)
1.ギガティラノサウルス
2.ギガスティラコサウルス
3.ギガケツァルコアトルス
4.ギガテリジノサウルス
- ひみつのほねほねザウルスはギガほねほねスーパーサウルス＆ギガほねほねドラゴンロード（金＆銀＆白）。
- イオングループ系列店舗限定で、ギガほねほねザウルスのリカラー商品。

ほねほねザウルスアクアサファイア（1000円/2012年12月発売）
1.ゴルゴサウルス
2.ペンタケラトプス
3.エドモントニア
4.カマラサウルス
5.ユタラプトル
6.スティギモロク
7.ランベオサウルス
8.ほねほねウォーリアー
- イオングループ系列店舗限定で、第12弾のリカラー商品。
- 基礎商品部分は青いクリア素材で生成されている。
- ひみつのほねほねザウルスはほねほねリヴァイアサン（銀）。
- 個別販売はしておらず、一箱で全種類が手に入る。

ほねほねザウルス GOLD(各700円/2012年12月先行発売/2013年4月発売）
1.デイノニクス
2.ほねほねイーグル
3.ステゴサウルス
4.ほねほねスコーピオン
5.ほねほねパイレーツ
6.ほねほねウルフ
7.モササウルス
8.ティラノサウルス・キング
- ひみつのほねほねザウルスはほねほね大魔神（紫）。
- 第5弾のリカラー商品で、基礎商品部分は金色素材で生成されている。
- 年末年始に発売されるほねほねザウルス福袋の、2013年版に収録されていた物。
- 昨年のブラックバージョンとは違い、先行発売という形で封入された。
- 紫色のほねほね大魔神は、絵本版をイメージしたカラーリングとなっている。

ブラック騎士ほねほねザウルス(1000円/2013年8月発売)
1.ティラノサウルス&ワイバーンアーマー　
2.トリケラトプス&ユニコーンアーマー
3.ディプロドクス&エレファントアーマー
4.スピノサウルス&シャークアーマー
5.ランフォリンクス&イーグルアーマー
6.パラサウロロフス&ライオンアーマー
- イオングループ店舗限定で、通常モデルと鎧パーツで構成されたミニモデルのセット。
- 騎士ほねほねザウルスリカラー商品で、基礎商品部分は黒色素材で生成されている。
- 更に、鎧パーツは金色部分はメタリック調の黒色素材で生成され、銀色部分は紫色素材で生成され、青色部分は赤色素材で生成されている。
- 鎧パーツは分解して、同梱の通常モデルに鎧として装着させることが出来る。
- 鎧パーツを組み合わせると、グランドほねほねナイトアーマー（メタリック黒＆紫＆赤）が完成する。
- 個別販売はしておらず、一箱で全種類が手に入る。

ほねほねザウルスホワイトパール（1000円/2013年発売）
1.タルボサウルス
2.セントロサウルス
3.エラスモサウルス
4.マイアサウラ
5.ほねほねタイガー
6.ディロフォサウルス
7.ミクロラプトル
8.ほねほねソードマン
ほねほねザウルスブラックダイヤモンド（1000円/2013年発売）
1.マジュンガサウルス
2.パキリノサウルス
3.タペジャラ
4.ほねほねオオウミガメ
5.スコミムス
6.ほねほねバイソン
7.マメンチサウルス
8.ほねほねシャーマン
- イオングループ系列店舗限定で、第11弾・第13弾のリカラー商品。
- ほねほねアーチャーは、ほねほねソードマンに変更されている。
- 基礎商品部分は、ホワイトパールは白色、ブラックダイヤモンドは黒色のパール素材で生成されている。
- ひみつのほねほねザウルスはほねほねブルーナイトとほねほねレッドホース。どちらも復刻版SP第3弾・第4弾のリカラーである。
- ほねほねブルーナイトはほねほねレッドホースに搭乗可能。
- それぞれ別売りの2つのひみつのほねほねザウルスを組み合わせると、ほねほねケンタウロスが完成する。
- どちらも個別販売はしておらず、一箱で全種類が手に入る。

ほねほねザウルス　復刻版PLUS(各300円/2014年1月発売)
1.ダスプレトサウルス/ハンマーヘッドシャーク
2.プロトケラトプス/ほねほねバイキング
3.ほねほねジャガー/カスモサウルス
4.エウロプロケファルス/フタバサウルス
5.ヴェロキラプトル/ブロントテリウム
6.ほねほねオオカマキリ/ディロング
7.デイノテリウム/マプサウルス
8.ほねほねファラオ/エダフォサウルス
- ひみつのほねほねザウルスはほねほねスフィンクス(第14弾)とほねほねクラーケン(第15弾)。
- 今回は新造形の赤いスペシャルパーツが追加されており、1から順にオパビニア、チョッカクガイ、ハルキゲニア、マルレラ、ウミサソリ、アノマロカリス、三葉虫、アンモナイトを模している。
- 赤いスペシャルパーツ組み合わせると、もう1体のひみつのほねほねザウルスほねほねコダイナイト(赤)が完成する。

黄金武士ほねほねザウルス(1000円/2014年8月発売)
1.フクイラプトル&クワガタ鎧
2.ティタノサウルス&龍鎧
3.ナウマンゾウ&麒麟鎧
4.ミフネリュウ&甲虫鎧
5.ニッポノサウルス&獅子鎧
6.ほねほねニホンオオカミ&鳳凰鎧
- イオングループ店舗限定で、通常モデルと鎧パーツで構成されたミニモデルのセット。
- 武士ほねほねザウルスのリカラー商品で、基礎商品部分は金色素材で生成されている。
- 更に、鎧パーツは生成色の素材の色が変更されている(赤色部分は濃紺色素材、金色部分はオレンジ色素材、銀色部分は赤色素材)。
- 鎧パーツは分解して、同梱の通常モデルに鎧として装着させることが出来る。
- 鎧パーツを組み合わせると、ほねほね国士無双鎧(オレンジ&赤&濃紺)が完成する。
- 個別販売はしておらず、一箱で全種類が手に入る。

爆走!ほねほねザウルス(1000円/2014年12月発売)
1.オルトミムスとヘッドカー
2.ほねほねファルコンとクローカー
3.サウロロフスとプロペラカー
4.プテロダクティルスとディスクシュートカー
5.セントロサウルスとウィングカー
6.アロサウルスとテールカー
- イオングループ店舗限定で、ゴーゴーほねほねザウルス第2弾のリカラー商品。
- 乗り物のモデル以外の基礎商品部分は、赤いクリア素材で生成されている。
- 個別販売はしておらず、一箱で全種類が手に入り、ほねほねドラゴンウィングにも全種合体できる。

ほねほねザウルス　総進撃!（各　円/2015年7月発売）
A.覇王大将竜（オーバーロードジェネラルドラゴン）の章
B.究極超帝竜（アルティメットスーパーエンペラードラゴン）の章
- イオングループ店舗限定。
- ひみつのほねほねザウルス3体セット。
- ほねほねドラゴンデラックス（第3弾）（銀）とほねほね大将軍（第4弾）（クリア青）、とBIGティラノサウルス（第6弾）（クリア赤）の3つを組み合わせるとほねほね覇王大将竜が、スーパーサウルス（第7弾）（クリア緑）とスーパーほねほねドラゴン（第8弾）（金）とほねほねキメラ（第11弾）（クリア紫）の3つを組み合わせるとほねほね究極超帝竜がそれぞれ完成する。

大決戦ほねほねザウルス (各約500円／2015年11月発売)
1.ほねほねケルベロス(第16弾)(ラメ入りクリア紫＋蛍光メタリックオレンジ)VSライオンナイト+ビッグソード
2.ほねほねワイバーン(第17弾)(ラメ入りクリア赤＋メタリック水色)VSシャークナイト+ビッグカタナ
3.ほねほねグリフォン(第20弾)(ラメ入りクリア青＋蛍光メタリックオレンジ)VSイーグルナイト+ビッグトライデント
4.ほねほねヒドラ(第19弾)(ラメ入りクリア緑＋銀)VSバイソンナイト+ビッグアックス
- 巨大な武器モデル（赤）を装備した「騎士」タイプの新造形フィギュアとひみつのほねほねザウルスのセット。
- 武器モデルを全種類集め合体させると、アルティメットウェポン・レックス（恐竜タイプのモデル）が完成する。
- ひみつのほねほねザウルスはラメ入りのクリアパーツが使用されている。

ほねほねザウルス×モンスターハンター アナザーカラーエディション（各380円/2016年3月発売）
1.リオレウス亜種
2.ジンオウガ亜種
3.ティガレックス亜種
4.錆びたクシャルダオラ
- 「モンスターハンター」シリーズとのコラボ弾のリカラー版。
- ひみつのほねほねザウルスはキリン亜種。

ほねほねザウルスＥＸ（第16弾&第17弾） （各400円/2018年01月23日発売）
1.メガロサウルス&ニジェールサウルス
2.シバテリウム&ティロサウルス
3.ティタノサウルス&フォルスラコス
4.アンハングエラ&アケロウサウルス
5.クリオロフォサウルス&グリプトドン
6.チンタオサウルス&ほねほねハンター
7.ディプロカウルス&メガラプトル
8.ほねほねパラディン&ロンギスクアマ
- ひみつのほねほねザウルスはほねほねケルベロス（クリア赤＆メタリック青）とほねほねワイバーン（クリア紫＆黄）。
- 基礎商品部分は16弾は金色、17弾は銀色の素材でそれぞれ生成されている。
- 年末年始に発売されるほねほねザウルス福袋の、2017年版に収録されていた物。

ほねほねゲリオン　第一弾改（各オープンプライス/2018年2月発売）
1.ほねほねゲリオン初号機（ダークカラー）
2.サキほね+シンジ（ダークカラー）
3.ほねほねゲリオン零号機（ダークカラー）
4.シャムほね+レイ（ダークカラー）
5.ほねほねゲリオン初号機（エクストラカラー）
6.サキほね+シンジ（エクストラカラー）
7.ほねほねゲリオン零号機（エクストラカラー）
8.シャムほね+レイ（エクストラカラー）
- ほねほねゲリオン第一弾のリカラー版。
- クリアパーツが前半4種はクリア緑、後半4種は銀色である。
- 後半4種は前半4種のエクストラカラー版になっている。
- 特典（ほねバズーカ）付きのコンプリートボックスも同時発売。

カプセルほねほねザウルス（各200円/2018年4月発売）
1.サウロファガナクス
2.アルバータケラトプス
3.サルタサウルス
4.マシアカサウルス
5.エウクラドケロス
6.ほねほねチーター
7.オロロティタン
8.ほねほねキング
- 20弾の復刻版。ひみつのほねほねザウルスはほねほねグリフォン（銀＆クリア赤）。

ほねほねザウルス×福井県立恐竜博物館SP（各380円/2018年6月26日発売）
1.フクイラプトル
2.フクイサウルス
3.パキケファロサウルス
4.トリケラトプス
5.フクイベナートル
6.コシサウルス
7.ケラトサウルス
8.プテラノドン
- 福井県立恐竜博物館とのコラボ商品のリカラー版。基礎商品部分は蓄光素材になっている。
- 博物館監修カードの代わりにリーフレットが付属している。
- スペシャルパーツを組み合わせると、前半4種はフクイティタン（金）、後半4種はティラノサウルス（クリア赤）がそれぞれ完成する。
- イオングループ店舗限定で、前半4種のみと後半4種のみのコンプリートボックスも同時発売。

ほねほねザウルス　第33弾～武装合体！伝説の闘神編～(各200円/2018年12月発売)
1.トルヴォサウルス
2.アンキケラトプス
3.メガテリウム
4.チュアンジエサウルス
5.ドロマエオサウルス
6.タラルルス
7.ほねほねダイオウイカ
8.ほねほねプリンス
- 22弾の復刻版で、スペシャルパーツを変更している。
- ひみつのほねほねザウルスはグレートほねほねアシュラ（赤＆金＆銀）。
- スペシャルパーツは「大剣」や「ハンマー」などの巨大な武器を模している。

メガほねほねザウルス（各300円/2019年発売）
1.メガティラノサウルス
2.メガトリケラトプス
3.メガスピノサウルス
4.メガプテラノドン
5.メガマンモス
6.メガデイノニクス
- 第1弾のスペシャルパーツのリカラー版。
- スペシャルパーツを組み合わせると、メガほねほねドラゴン（青＆金）が完成する。

ほねほねザウルス×福井県立恐竜博物館EX（各380円/2019年7月発売）
1.フクイラプトル
2.フクイサウルス
3.フクイベナートル
4.コシサウルス
- 福井県立恐竜博物館とのコラボ商品のリカラー版。基礎商品部分は金色になっている。
- 博物館監修カードが3枚付属している。
- スペシャルモデルはフクイティタン（パールホワイト）。

ほねほねザウルス　第35弾(各150円/2020年3月発売)
1.ドラコレックス
2.ほねほねオーロックス
3.プテロダクティルス
4.デイノスクス
5.エオティラヌス
6.ミラガイア
7.カンプトサウルス
8.ほねほね騎兵
- 23弾の復刻版で、スペシャルパーツを変更している。
- ひみつのほねほねザウルスはほねほねカイザードラゴン（青&黄&橙）で、ドラゴン型から人型の「カイザーモード」に変形可能。

ギガほねほねザウルス（各500円/2020年7月発売）
1.ギガアロサウルス
2.ギガペンタケラトプス
3.ギガディプロドクス
4.ギガスピノサウルス
- 第3弾のリカラー版で、基礎商品は銀色の素材で生成されている。
- ギガセイスモサウルスは、ギガディプロドクスに変更されている。
- ギガほねほねクアッドドラゴン(赤＆黒＆金)は、目の色が黄緑から黄色に変更になった。

ほねほねザウルス　第37弾～超変身！剣竜王爆誕編～（各200円/2021年4月発売）
ほねほねザウルス　第37弾～超変身！剣竜王爆誕編～ ゴールドバージョン（各200円/2022年01月発売）
1.ティラノサウルス
2.トリケラトプス
3.デイノニクス
4.アマルガサウルス
5.メテオカルノタウルス
6.メテオプテラノドン
7.メテオスピノサウルス
8.メテオウォーリアー
- 27弾の復刻版で、スペシャルパーツを変更している。
- ひみつのほねほねザウルスは剣竜王スーパーティラノサウルス（蓄光白&青&クリア赤、ゴールドバージョンは金&メタリック青&クリア赤）で、ティラノサウルス型の「竜王モード」から人型の「剣王モード」に変形可能。

ほねほねザウルス　第38弾～超武装！機甲竜猛襲編～（各200円/2021年11月発売）
1.T-REX
2.スティラコサウルス
3.ステゴサウルス
4.プテラノドン
5.モササウルス
6.ダンクルオステウス&メンダコ
7.ダイオウグソクムシ
8.ほねほねパイレーツ
- 28弾の復刻版で、スペシャルパーツを変更している。
- ひみつのほねほねザウルスは機甲竜アーマードティラノサウルス（メタリック黒&橙&クリア青）で、全身の武器を展開した「バーストモード」に変形可能、さらに前弾の剣竜王スーパーティラノサウルスと合体で機甲竜王スーパーアーマードティラノサウルスが完成する。

ほねほねザウルスカードバトリング（各440円/2021年11月30日発売）
1.アウストラロヴェナトルVSムッタブラサウルス
2.ティタニスVSティロサウルス
3.アグスティニアVSアンガトラマ
4.メトリディオコエルスVSほねほねクルセイダー
- 第26弾の復刻版。玩具2個セットになっている。
- トランプにもなるカードがセットになった、2人で遊べる本格的カードゲーム商品。

ほねほねザウルス　第39弾～超合体！炎雷龍飛翔編～（各200円/2022年2月発売）
1.タルボサウルス
2.パラサウロロフス
3.ブラキオサウルス
4.ほねほねナイト
5.スピノサウルス
6.サウロペルタ
7.ネオヴェナトル
8.ほねほねサムライ
- 29弾の復刻版で、スペシャルパーツを変更している。
- ひみつのほねほねザウルスは雷竜サンダーティラノサウルス（青&クリア黄）と炎竜ファイヤープテラノドン（青&クリア赤）で、炎雷竜ブレイズティラノサウルスに合体可能、さらに前々弾の剣竜王スーパーティラノサウルスと前弾の機甲竜アーマードティラノサウルスと合体で覇王竜スーパーアーマードブレイズティラノキングが完成する。

ダークメガほねほねザウルス（第3弾）
1.ダークメガアクロカントサウルス
2.ダークメガアルシノイテリウム
3.ダークメガケツァルコアトルス
4.ダークメガドロマエオサウルス
5.ダークメガティタノサウルス
6.ダークメガほねほね騎士（ナイト）
- メガほねほねザウルス（第4弾）のリカラー商品。
- スペシャルパーツを組み合わせると、ダークメガほねほねタイタン（金＋クリア赤）が完成する。

ダークメガほねほねザウルス（各300円/2023年7月発売）
1.ダークメガティラノサウルス
2.ダークメガトリケラトプス
3.ダークメガスピノサウルス
4.ダークメガプテラノドン
5.ダークメガマンモス
6.ダークメガデイノニクス
- メガほねほねザウルス第1弾のリカラー版。
- スペシャルパーツを組み合わせると、ダークメガほねほねドラゴン（赤＆金）が完成する。

ほねほねザウルスG～ギガントほねほねパラディン編～（各400円/2023年11月発売）
1.ティラノサウルス(＆ピカイア) スティラコサウルス(＆三葉虫)
2.ステゴサウルス(＆アンモナイト) アマルガサウルス(＆ハルキゲニア)
3.スピノサウルス(＆チョッカクガイ) アンキロサウルス(＆マルレラ)
4.ケラトサウルス(＆アノマロカリス) クリオロフォサウルス(＆オパビニア)
- ほねほねザウルス第30弾のリカラー版。
- 4種16体すべてを合体させると、巨大な人型モデルギガントほねほねパラディン(黒＆赤＆紺＆金)が完成する。

ほねほねザウルス　第44弾　タイプA～猛襲!迅雷の狩猟竜編～・タイプB～猛攻!奮迅の獅子王編～（各250円/2023年12月発売）
1.デイノケイルス（タイプA）
2.アマルガサウルス（タイプA）
3.プテラノドン（タイプA）
4.ほねほねドラグーン（タイプA）
1.メガラプトル（タイプB）
2.スピノサウルス（タイプB）
3.ほねほねコング（タイプB）
4.モササウルス（タイプB）
- 36弾の復刻版で、スペシャルパーツを変更している。

- ひみつのほねほねザウルスはほねほねライトニングラプトル（銀＆クリア橙）[1]とほねほねブレイズライガー（金＆クリア橙）で、どちらもアタックモードに変形可能。さらに合体してほねほねライトニングブレイズドラゴンが完成する。

ほねほねザウルスPLUS　～超浸蝕！魔竜人覚醒編！～（各500円/2024年2月発売）
1.タルボサウルス
2.パラサウロロフス
3.ブラキオサウルス
4.ほねほねナイト
5.スピノサウルス
6.サウロペルタ
7.ネオヴェナトル
8.ほねほねサムライ
- 39弾の再販版。
- 新造形の濃紺のスペシャルパーツが追加されており、全種類集めると魔竜人ドラゴニュートが完成する。

ほねほねザウルス　第45弾～炎×水！　究極ほねほねアシュラ編～
1.ティラノサウルス
2.ケツァルコアトルス
3.ほねほねブレイブ
4.ほねほねライガー
5.スティラコサウルス
6.ガストニア
7.ほねほねパイレーツ
8.プレシオサウルス
- 34弾の再販版で、スペシャルパーツを変更している。
- ひみつのほねほねザウルスはアルティメットほねほねアシュラ（濃桃＆水色＆クリア無色）で、ファイヤーほねほねアシュラ（濃桃＆クリア無色）とアクアほねほねアシュラ（水色＆クリア無色）に分離できる。

### その他
上記に該当しないもの。ただし、他の商品とジョイントは共通している。
ほねほねザウルスぼうけんコレクション（各100円/2012年2月発売）
1.ティラノ・ベビー
2.トップス
3.ゴンちゃん
4.おとうさん
5.ほねほねライオン
6.ほねほねバッファロー
7.ほねほねウルフ
8.キャプテン・ボーン
9.ほねほね大魔神
10.シークレット（ほねほねドラゴン）
- 塩ビ製のミニフィギュアとカードのセット。キャラクターは、後述の絵本版に準ずる。
- 各種白、赤、そしてレアカラーの蓄光版が存在する。
- 発売方法はブラインド式。

ほねほねザウルスぼうけんコレクション（第2弾）（各100円/2013年3月発売）
1.ティラノ・ベビー　
2.トップス　
3.ゴンちゃん&ドンちゃん
4.おとうさん
5.シオじい　
6.パキケファロサウルス　
7.バリオニクス（長老）
8.キャプテン・ﾋﾞーン　
9.ビーンの手下　
10.ほねほねオオウミガメ
- 塩ビ製のミニフィギュア。キャラクターは、後述の絵本版に準ずる。
- 各種白、蓄光版が存在する。
- 番号が分かるようになった。
- 各種に同色のボーナスパーツが付属し、ほねほねリヴァイアサンが完成する。

ほねほねザウルスぼうけんコレクション（第3弾）（各100円/2014年3月発売）
1.ティラノ・ベビー
2.トップス
3.ゴンちゃん
4.おとうさん
5.テリー
6.プリー
7.メガーノ
8.ガメーノ
9.コーン・ドイル
10.パピー&ほねほねハキリアリ
- 塩ビ製のミニフィギュア。キャラクターは、後述の絵本に準ずる。
- 各種白、クリアパープル版が存在する。
- 前段に続き、番号が分かる形式。
- 各種に同色のボーナスパーツが付属し、ほねほねバジリスクが完成する。

ほねほねザウルスきっず（各200円/2019年11月発売）
1.ティラノサウルス
2.トリケラトプス
3.ステゴサウルス
4.ブラキオサウルス
5.ケラトサウルス
6.アロサウルス
- 対象年齢3才以上向けをコンセプトにした商品。
- 3パーツ構成で、各種通常の白に加え赤と青の3色あり、組み立てた後のフレームも複数枚でつなぎ合わせることができる。
- 発売方法はブラインド式。
- 恐竜の詳細データが書かれたカードも付属（全18種類）

## 書籍
岩崎書店より、児童向けの読み物本および『ぼうけんすごろく』、図鑑などが発売されている。
- 『ほねほねザウルス ティラノ・ベビーのぼうけん』
- 『ほねほねザウルス2 なぞのオオウミガメをさがせ!』
- 『ほねほねザウルス3 ぐるぐるジャングルで大ピンチ！』
- 『ほねほねザウルス4 たんけん！アバラさばくのピラミッド』
- 『ほねほねザウルス5 ティラノ・ベビー、おおぞらをとぶ！』
- 『ほねほねザウルス6 ティラノ・ベビー、かいぞくになる！？』
- 『ほねほねザウルス7 すすめ！ ちていのあべこべランド』
- 『ほねほねザウルス8 ティラノ・ベビーのオニたいじ！？』
- 『ほねほねザウルス9 まぼろし山のほねほねキング』
- 『ほねほねザウルス10 ティラノ・ベビーと4人のまほうつかい』
- 『ほねほねザウルス11 だいぼうけん! ボコボコン・ホール』
- 『ほねほねザウルス12 アシュラとりでのほねほねサムライ』
- 『ほねほねザウルス13 ティラノ・ベビーとミラクルツリー』
- 『ほねほねザウルス14・15 大けっせん!ガルーダ対ヒドラ<前編・後編>』
- 『ほねほねザウルス16 ティラノ・ベビーとなぞの巨大いんせき』
- 『ほねほねザウルス17 はっけん！ かいていおうこくホネランティス』
- 『ほねほねザウルス18 たいけつ！ きょうふのサーベルタイガー』
- 『ほねほねザウルス19 ひかりのきょじんとやみのドラゴン』
- 『ほねほねザウルス20 いどめ！ さいごのほねほね七ふしぎ』
- 『ほねほねザウルス21・22 ふっかつ！でんせつのファイヤーティラノ<前編・後編>』
- 『ほねほねザウルス23 まもれ！マンモスたちのだいち』
- 『ほねほねザウルス24 マヨイの森のステゴサウルス』
- 『ほねほねザウルス25 ティラノ・ベビー、うちゅうにいく！？ 』
- 『ほねほねザウルス26 さがせ！ まのうみの大かいりゅう』
- 『ほねほねザウルス27 かみの山のソード＆ドラゴン』
- 『ほねほねザウルス28・29 いくぞ！なぞの王国ムシムシランド<前編・後編>』
- 『ドクター・ヨッシーのほねほねザウルス恐竜博物館１～３』
- 『ほねほねザウルス　パーフェクト図鑑』

など。

## ゲーム
ほねほねザウルスX（クロス） 超合体！ビルド＆バトル
日本コロムビアより2024年12月5日に発売されたNintendo Switch用ゲームソフト。開発担当はアプシィ。

## その他
ほねほねザウルスチョコバー（50円/2010年3月発売）
- パフ入りのチョコバーにホワイトチョコでできたほねほねザウルスが乗っている（絵柄は六種類）。
- 同年の9月には第二弾も発売されている。

ほねほねザウルスチョコ（100円）
- パフ入りのチョコにホワイトチョコでできたほねほねザウルスが乗っている（レア形もある）。

ほねほねザウルスウェハース　第一弾（80円/2010年7月発売）
- ココア味のウェハースと蓄光シール付カードが一枚付属している。
- カードは全20種類で、第1弾と第15弾のほねほねザウルスに加え、シークレット四種（組み替えモデル三種と秘密のほねほねザウルス）。

ほねほねザウルスウェハース　第二弾（80円/2011年2月発売）
- 付属のシールが蓄光からホログラム仕様となった（袋も廃止された）。
- 第16弾と第2弾のほねほねザウルスに加え、前弾同様シークレットが四種（組み替えモデル二種と秘密のほねほねザウルス二種）。

## 公式サイト
2008年10月より開設された。正式名称は『ほねほねザウルス スペシャルサイト』。新商品情報やオリジナルほねほねザウルス等を公開している。子供への配慮の為か、漢字はほとんど使われておらず、使われている場合もかっこ内で読み仮名が書いてある。

### ほねほねニュース
新商品情報が中心となっている。建設されたのが2008年10月という事もあり、第11弾からの情報となっている。また、書籍の情報もある。

### ほねほねひろば
応募されたオリジナルのほねほねザウルスの写真を、毎月10枚公開している。毎月16日に更新しているが、過去のものは残っている。